# Ashoknagar, Aurad
Ashoknagar là một làng thuộc tehsil Aurad, huyện Bidar, bang Karnataka, Ấn Độ.